# Lécera
Lécera – gmina w Hiszpanii, w prowincji Saragossa, w Aragonii, o powierzchni 109,2 km². W 2011 roku gmina liczyła 757 mieszkańców.